# William Wirt Adams

William Wirt Adams

William Wirt Adams (* 22. März 1819 in Frankfort, Kentucky; † 1. Mai 1888 in Jackson, Mississippi) war ein Brigadegeneral des konföderierten Heeres im Amerikanischen Bürgerkrieg.

## Leben
Adams wurde als Sohn von Judge George und Anna Adams, geb. Weisiger geboren. Adams jüngerer Bruder war Daniel Weisiger Adams. Die Familie zog nach der Geburt seines Bruders nach Mississippi, wo er aufwuchs und seine Kindheit verbrachte. Er besuchte das College in Bardstown, Kentucky, und trat nach Abschluss des Studiums in das texanische Heer ein. Hier nahm er an Feldzügen gegen die Indianer im Nordosten von Texas teil. Ende 1839 kehrte er nach Mississippi zurück und lebte als Farmer und Bankier. 1850 heiratete er Sallie Huger Magrant. Die Ehe blieb kinderlos.
Von 1858 bis 1860 gehörte er dem Repräsentantenhaus von Mississippi an; 1861 wurde er Kommissar der Konföderierten in Louisiana. Nach der Bildung der Konföderierten Staaten von Amerika lehnte er das Angebot von Jefferson Davis ab, das Amt des General-Postmeisters zu übernehmen. Stattdessen übernahm er das Kommando über das 1. Mississippi Kavallerieregiment und kämpfte im Bürgerkrieg. Im September 1863 wurde er zum Brigadegeneral befördert.
Nach dem Krieg lebte Adams in Vicksburg und Jackson, wo er bis 1885 als Postmeister arbeitete. 1888 starb er bei einer Schießerei mit einem Zeitungsreporter, der einen kritischen Bericht über ihn in seiner Zeitung veröffentlicht hatte. Beigesetzt wurde er in Pulaski, Tennessee.